# 2e cérémonie des New York Film Critics Online Awards
La 2e cérémonie des New York Film Critics Online Awards, décernés par la New York Film Critics Online, a eu lieu en décembre 2002, et a récompensé les films réalisés dans l'année.

## Palmarès

### Meilleur film
- Chicago

### Meilleur réalisateur
- Todd Haynes pour Loin du paradis (Far From Heaven)

### Meilleur acteur
- Daniel Day-Lewis pour le rôle de Bill Le Boucher dans Gangs of New York

### Meilleure actrice
- Julianne Moore pour le rôle de Cathy Whitaker dans Loin du paradis (Far From Heaven)

### Meilleur acteur dans un second rôle
- Willem Dafoe pour le rôle du Bouffon Vert dans Spider-man

### Meilleure actrice dans un second rôle
- Edie Falco pour le rôle de Marly Temple dans Sunshine State

### Meilleur scénario
- Loin du paradis (Far From Heaven) – Todd Haynes

### Meilleure photographie
- Loin du paradis (Far From Heaven) – Edward Lachman

### Meilleur film en langue étrangère
- Y tu mamá también •  Mexique

### Meilleur film d'animation
- Le Voyage de Chihiro (千と千尋の神隠し)

### Meilleur film documentaire
- Bowling for Columbine